# Peter Sarstedt
Peter Sarstedt (født 10. december 1941 i Delhi, Indien, død 8. januar 2017) var en britisk musiker og sangskriver.
Sarstedt var muligvis bedst kendt for sit hit, "Where Do You Go To (My Lovely)", der portrætterer en fattig født pige, Marie-Claire, der vokser op og bliver en del af jetsetmiljøet. Der har floreret rygter om, at denne sang beretter om danskeren Nina van Pallandts liv.[kilde mangler]